# Loddon (miasto)
Loddon – miasto w Anglii, w hrabstwie Norfolk, w dystrykcie South Norfolk, położone nad rzeką Chet, na skraju obszaru chronionej przyrody The Broads, 17 km na południowy wschód od Norwich i 159 km na północny wschód od Londynu.
W 2001 miasto liczyło 2578 mieszkańców.